# 杜重远
杜重远（1897年—1943年9月），吉林怀德县（今公主岭）人，中国实业家。

## 生平

### 从实业家到抗日分子
杜重远14岁入奉天省立两级师范学校附中，在中学时曾经参加反对二十一条的斗争。后担任小学教员。1917年，他以官费留学日本，入东京高等工业学校学习窑业。在日本留学期间，他曾被推为代表，归国参加反对日本侵占旅顺和大连的活动。1923年夏，杜重远归国，在奉天（今沈阳市）集资创办遼寧肇新窑業公司。1927年3月，因为扩建工厂致使资金出现紧张，他不得不会见张学良请求援助，张学良遂投资12万元作为个人股本。1929年，该公司改组为股份有限公司，并且获得了五年免征营业税的优待，公司还开办了子弟学校。1927年，他当选奉天商会副会长，任内成功领导了商民反捐税运动，并发动商民反对日本在临江擅设领事分馆，成功粉碎的日本的图谋。1929年，他转任奉天工会会长，兼东北边防军司令长官公署秘书。他曾帮张学良组织东北国民外交协会。
1931年九一八事变后，他到北平出任东北民众救国会执委会常委兼政治部副部长。他还是张学良在北平成立的智囊核心组成员之一。后来他到上海，结识了邹韬奋、沈钧儒、胡愈之等人，并任《生活》周刊主要撰稿人。邹韬奋赞扬其作品“感人特别的深，使读者得到的益处特别的厚。”1931年11月底，他在上海经夏衍介绍会见了中共中央领导人周恩来。中华国货产销合作协会在上海成立后，他任该协会常务董事，该协会在多座城市创设国货公司，促进抵制日货运动。1933年2月，朱庆澜任会长的辽吉黑民众后援会改组为东北热河后援促进会，杜重远成为该会的领导之一。此后，杜重远率学生宣传队同朱庆澜、黄炎培、穆藕初等人赴抗日前线，他和东北抗日义勇军第二军团总指挥王化一分别同东北军将领汤玉麟、孙殿英、李赞廷等人谈话，指出打回东北老家去才是唯一的出路。他在江西九江创建了光大瓷业公司，任江西省陶业管理局局长，并援助东北籍流亡学生。

### 《新生》事件
1933年12月8日，《生活》周刊被国民党当局以支持闽变为由查封，邹韬奋被迫流亡海外。此后杜重远于1934年2月10日在上海创办《新生》周刊，并任主编。该刊保留了《生活》周刊的原班人马。邹韬奋对此称赞道：“这好像我手上撑着的火炬被迫放下，同时即有一个好友不畏环境的艰苦而抢前一步，重新把这火炬撑着，继续在黑暗中燃烧着向前迈进。”杜重远还亲自为《新生》每期卷首的《老实话》专栏撰稿。
1935年5月4日，《新生》因刊载《闲话皇帝》一文，而遭到日本方面抗议，日本方面指使在上海的日本浪人抗议并捣毁了商店橱窗，并要求上海市市长查封《新生》，严厉惩办《闲话皇帝》一文的作者以及《新生》的编者。杜重远闻讯从江西回到上海，劝告《闲话皇帝》一文的作者艾寒松暂避，并出庭接受审讯。在审讯中，律师沈钧儒为杜重远进行辩护，杜重远自己则在庭上大声疾呼：“中国法律被日本人征服了！我不相信中国还有什么法律！”但杜重远最终仍以触犯“敦促邦交，侮辱友邦元首”的罪名而被判处有期徒刑1年零2个月。《新生》周刊也被上海国民党当局勒令停刊。此事被称为《新生》事件。
1935年中共中央在《八一宣言》中抨击国民党当局称：“日寇要求惩办《新生》杂志主笔和新闻记者，《新生》主笔和许多记者便立刻被逮捕监禁了”，“杜重远等爱国志士为抗日而入狱”，这是在“中日亲善等口号下所作的降日活动之露骨无耻行为，简直是古今中外少有的奇闻”。

### 推动联合抗日
在狱中，杜重远每天都受到工人、学生、实业家、文化界人士、东北军官兵探监慰问。他还阅读了周恩来通过中共地下党员孙达生送来的大量马列主义刊物，并和来探监的中共地下党员胡愈之、孙达生等人讨论时局。1935年7月，张学良致信慰问杜重远，信中称：“几年来教训颇多，特别是一年来，由于认识上的错误，一误再误。决心改弦更张，希望老朋友不要摒弃我。”杜重远根据周恩来的指示，不断致信张学良，并托友人到西安面见张学良，劝说他联合西北军杨虎城、联合中国共产党。张学良接受了杜重远的意见，和杨虎城、中共都改善了关系。1936年4月，张学良趁赴南京开会的机会，途经上海会见仍在服刑但已转到虹桥疗养院的杜重远。此次会见由中共地下党员孙达生安排在疗养院外面的小树林内。杜重远指出联合抗日是唯一出路，张学良则告诉杜重远称自己已同陕北红军达成秘密协议合作抗日。
1936年9月，在中国舆论的压力下，杜重远获得提前释放。出狱后，他随即于同年11月29日来到西安张学良处，继续做促进张学良联共抗日的工作。中共中央十分重视杜重远的西安之行，叶剑英为报告此次行动而专门向周恩来、张闻天发了电报。
1936年12月12日西安事变爆发后，正在江西景德镇的杜重远被国民党软禁。在宋子文、宋美龄、周恩来、张学良、杨虎城参加的和平解决西安事变谈判中，曾经涉及改组南京国民政府问题，周恩来、张学良、杨虎城曾经联合推荐杜重远、宋庆龄、沈钧儒、章乃器等人入行政院，以宋庆龄为领导人，杜重远、沈钧儒、章乃器分任各部次长，但该方案后来未能实行。直到西安事变和平解决、张学良将蒋介石送回南京并被扣留后，杜重远才被解除软禁。

### 在新疆及遇害
1937年抗日战争爆发后，杜重远奔走各地，为抗日军队筹集武器弹药以及物资，并经常访问八路军太原办事处、八路军西安办事处，先后会见周恩来、彭德怀、徐向前、林伯渠等中共中央领导人。后来，杜重远赴新疆考察，并于1938年在武汉征得周恩来同意后，应盛世才之邀举家迁居新疆，于1939年1月任新疆学院院长。1939年底杜重远被盛世才停职、软禁。1941年5月8日，他被盛世才逮捕，并被以所谓“汉奸”、“阴谋暴动”的罪名长期关押。关押期间，他受到酷刑折磨。1943年9月某晚，杜重远被秘密杀害。其尸骨至今未能寻获。

## 著作
- 《杜重远文集》

## 延伸阅读
- 杜毅，杜重远之女哀思慈母杜侯御之，光明网，2005-01-27[]